# Communauté de communes du Mortainais
Die Communauté de communes du Mortainais ist ein ehemaliger französischer Gemeindeverband mit der Rechtsform einer Communauté de communes im Département Manche in der Region Normandie. Sie wurde am 27. Dezember 2012 gegründet und umfasste 17 Gemeinden. Der Verwaltungssitz befand sich im Ort Mortain.

## Historische Entwicklung
Mit Wirkung vom 1. Januar 2017 fusionierte der Gemeindeverband mit
- Communauté de communes de Saint-James,
- Communauté de communes d’Avranches Mont-Saint-Michel,
- Communauté de communes du Val de Sée sowie
- Communauté de communes de Saint-Hilaire-du-Harcouët

und bildete so die Nachfolgeorganisation Communauté d’agglomération Mont-Saint-Michel-Normandie.

## Ehemalige Mitgliedsgemeinden
1. Barenton
2. Beauficel
3. Brouains
4. Chaulieu
5. Le Fresne-Poret
6. Gathemo
7. Ger
8. Le Neufbourg
9. Mortain-Bocage (Commune nouvelle)
10. Perriers-en-Beauficel
11. Romagny Fontenay (Commune nouvelle)
12. Saint-Barthélemy
13. Saint-Clément-Rancoudray
14. Saint-Cyr-du-Bailleul
15. Saint-Georges-de-Rouelley
16. Sourdeval (Commune nouvelle)
17. Le Teilleul (Commune nouvelle)